# Емир Суљагић
Емир Суљагић (Љубовија, 21. мај 1975) је босанскохерцеговачки новинар и политичар, који тренутно обавља дужност директора Меморијалног центра Сребреница — Поточари. Био је министар образовања Кантона Сарајево од 13. јануара 2011. до 29. фебруара 2012. године, као и заменик министра одбране Босне и Херцеговине од 31. марта до 10. децембра 2015. године. Некадашњи је декан Факултета менаџмента и јавне управе Интернационалног универзитета у Сарајеву.

## Биографија

### Младост и образовање
Рођен је 21. маја 1975. године у Љубовији. Наводи да је био преводилац Уједињених нација у Сребреници за време рата у Босни и Херцеговини. Његов отац Суљо Суљагић је погинуо 24. децембра 1992. године у Вољавици, као припадник Армије Републике Босне и Херцеговине.
Завршио је студије политикологије на Факултету политичких наука Универзитета у Сарајеву 2000. године. Магистрирао је 2005. године на Центру за интердисциплинарне студије Универзитета у Сарајеву, а титулу доктора друштвених наука је стекао на Институту за мировна истраживања и безбедносне студије Универзитета у Хамбургу 2009. године.

### Политичка каријера
Сугаљић је 2006. године постао саветник председавајућег Вијећа министара Босне и Херцеговине Аднана Терзића, где се бавио односима са јавношћу. Од 2009. до 2011. године је био директор за комуникације Уреда градоначелника Сарајева. Са те позиције је водио преговоре о продаји градске фреквенције Ал Џазири и покретање Ал Џазира Балканс са седиштем у Сарајеву.
На председничким и парламентарним изборима 2010. године, био је шеф за комуникације Социјалдемократске партије Босне и Херцеговине и предводио њену кампању. Захваљујући томе, постао је министар образовања Кантона Сарајево од 13. јануара 2011. до 29. фебруара 2012. године. СДП БиХ је напустио 2013. године и придружио се Демократском фронту. Од 31. марта до 10. децембра 2015. године је био заменик министра одбране Босне и Херцеговине за политику и планове.
Од 2016. године је члан и функционер Грађанског савеза Босне и Херцеговине. На изборима 2018. године је био носилац листе Грађанског савеза у Кантону Сарајево.
За директора Меморијалног центра Сребреница — Поточари је именован у септембру 2019. године.

### Новинарска каријера
Суљагић је радио као новинар, истраживач и уредник недељника Дана. Био је извештач Института за ратно и мирнодопско извештавање из Међународног кривичног суда за бившу Југославију у Хагу, од 2002. до 2004. године.
Од 2017. је предавач, а од 2019. године је био и декан Факултета менаџмента и јавне управе Интернационалног универзитета у Сарајеву.

## Контроверзе

### Измештање очевих посмртних остатака
Емир Суљагић је 2005. или 2007. године, посмртне остатке свог оца Суља Суљагића пренео и сахранио у оквиру Меморијалног центра Сребреница — Поточари, на основу Закона о Меморијалном центру Сребреница-Поточари Спомен обиљежје и мезарје за жртве геноцида из 1995. године, донетом од стране високог представника за Босну и Херцеговину, који је омогућио да у оквиру Меморијалног центра може бити сахрањен било ко чији је сродник ту већ сахрањен. Након што је на свом твитер налогу Суљагић објавио како је Меморијалном центру Сребреница — Поточари поклонио очеву личну карту, да би тамо била чувана као лични предмет човека који је настрадао као жртва масакра (геноцида) у Сребреници, дошло је до озбиљних полемика.
Убрзо се појавио извод из матичне књиге умрлих, који потврђује да је Суљо Суљагић погинуо 24. децембра 1992. године у селу Вољавица (око 20 километара од Сребренице), односно више од две и по године пре сребреничког масакра. Будући да се име Суља Суљагића налази и у књизи Насера Орића, тврди се да је он био припадник Армије Републике Босне и Херцеговине, односно да се налазио под Орићевом командом, јер је он био командант снага АРБиХ на подручју општина Сребреница, Братунац, Власеница и Зворник, те да је и погинуо као припадник АРБиХ.
По објављивању извода из матичне књиге умрлих, Суљагић је почео да прети онима за које сматра да су објавили исти, тврдећи да на то нису имали право.
Он кад би знао гдје је твит сад, умро би од страха. А неће га ни то што је у Бечу спасити.— Емир Суљагић, твитер (10. јун 2021)

### Однос према геноциду у Јасеновцу
Крајем октобра 2019. године, медији су пренели наводни Суљагићев твит датиран на 8. мај 2017. године, у којем каже: „Јасеновац је четничка измишљотина. Часни бошњаци из Ханџар дивизије су пропустили шансу да реше четнике, зато нам је то остављено у аманет.” Суљагић је демантовао ове натписе и изјавио да је реч о фалсификату.
Говорећи о филму Дара из Јасеновца, Суљагић је изјавио да је намера редитеља била да: „геноцид из деведесетих оправда геноцидом из четрдесетих”, додајући да је позиција идентитета српске елите заснована на Хомогеној Србији Стевана Мољевића.

### Република Српска као "окупирана" територија
У интервјуу за турску агенцију Анадолија 2013. године, као лидер бошњачке коалиције "Први март", Суљагић је Републику Српску упоредио са нацистичким Вермахтом и изјавио да је она "окупирани" део територије који треба "ослободити".
Као заменик министра одбране Босне и Херцеговине, Суљагић је 2015. године изјавио да евентуални референдум о независности Републике Српске води у рат.

## Награде и признања
- Награда "Карим Заимовић" (1999)
- Dayton Literary Peace Prize (2010)[12]